# James Fitzjames Stephen
Pour les articles homonymes, voir Stephen.
James Fitzjames Stephen (3 mars 1829 - 11 mars 1894) est un juriste et penseur politique britannique.

## Biographie
Il est le frère de l'écrivain Leslie Stephen et l'oncle de la femme de lettres Virginia Woolf et de la peintre Vanessa Bell.
Partisan de l'utilitarisme de Jeremy Bentham, il soutient la réforme judiciaire et devient le principal juriste colonial en Inde.
Deux fois candidat pour la Chambre des communes avec le parti libéral, sa critique du système éthique de John Stuart Mill est l'une des œuvres les plus importantes de la pensée conservatrice anglo-saxonne au XIXe siècle.

## Publications
- Essays by a Barrister, London, Elder and Co., 1862.
- A General View of the Criminal Law of England, 1863.
- Liberté, Égalité, Fraternité, 1876, traduit de l'anglais par Amédée de Gréban.